# Aprosmictus
Aprosmictus är ett fågelsläkte i familjen östpapegojor inom ordningen papegojfåglar. Släktet omfattar endast två arter som förekommer från Små Sundaöarna till södra Nya Guinea och Australien:
- Timorpapegoja (A. jonquillaceus)
- Rödvingad papegoja (A. erythropterus)